# Etzel Cardeña
Etzel Cardeña, född 9 november 1957, är psykolog, forskare och professor inom psykologi (särskilt hypnos).
Cardeña är född i Mexico City och har sin grundläggande utbildning i klinisk psykologi från Universidad Iberoamerican i Mexiko. Han har även examina från York University i Kanada (M.A.) och University of California, Davis (M.A. och Ph.D.) i USA. Cardeña gjorde sin postdoc vid Stanford University och fick sin första fulla professur vid University of Texas–Pan American.
Cardeña har varit ordförande i American Psychological Associations Division 30, The Society for Clinical and Experimental Hypnosis samt Parapsychological Association och varit konsult för American Psychiatric Associations DSM-IV och DSM-5, samt Världshälsoorganisationen (World Health Organization). Han har mer än 200 vetenskapliga publikationer varav den mest influerande är boken Varieties of Anomalous Experience - Examining the Scientific Evidence.
För närvarande är han professor i psykologi, inkluderande parapsykologi och hypnologi vid Institutionen för psykologi vid Lunds universitet. Denna utnämning har bland andra Sällskapet för parapsykologisk forskning protesterat mot eftersom de ifrågasatt Cardeñas kompetens inom parapsykologi men han fick stöd från Lunds universitet. Professuren inrättades 2003, finansierad av den danske margarinfabrikören Poul Thorsen, som testamenterade större delen av sin förmögenhet till en fond för forskning och undervisning inom ämnet parapsykologi. 
I en rad intervjuer (Aftonbladet, Helsingborgs Dagblad, Salong K och Forskning och Framsteg) har Etzel Cardeña sagt att det finns tydliga bevis för att telepati, prekognition och psykokinesi fungerar.  Han säger sig också själv ha varit med om övernaturliga fenomen, eller parapsykologiska upplevelser, som han själv kallar dem.
Han har också varit verksam som regissör, författare och skådespelare i Mexiko, USA och Sverige[källa behövs].